# Vlaamse koekoek

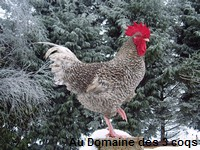
De Vlaamse koekoek.

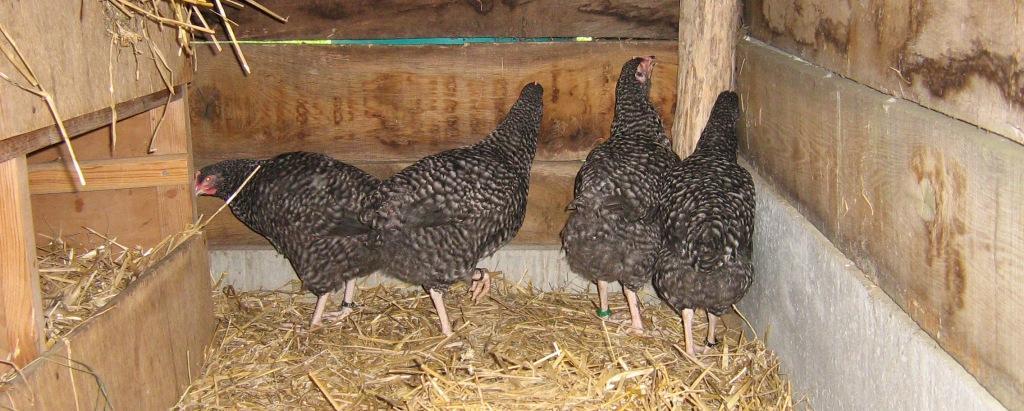
Meerdere hoenders.

De Vlaamse koekoek (ook wel hoen van de Dender of Vlaanderse koekoek) is een kippenras dat in delen van Vlaanderen en Noord-Frankrijk gehouden wordt, met name in Picardië. Uit de Vlaamse koekoek is de Mechelse koekoek ontstaan als een apart ras.

## Geschiedenis
De Vlaanderse of Vlaamse koekoek is eigenlijk een streekras dat op zich nooit veel betekenis gehad heeft in de Belgische pluimveegeschiedenis. Het feit dat hij de directe voorouder is van het Mechels hoen geeft dit ras wel enig aanzien.
Oorspronkelijk kwam de Vlaanderse koekoek niet alleen voor in Vlaanderen maar ook in Frans-Vlaanderen. Eigenlijk hebben de Fransen beter zorg gedragen voor de 'Coucou des Flandres' dan de Vlamingen zelf. Toen het ras een aantal jaren geleden ook in Frankrijk dreigde uit te sterven, heeft een Franse fokker nog snel enkele exemplaren uit Vlaanderen gehaald voor het ras ook daar verdwenen was. Intussen zijn er enkele jaren geleden weer enkele dieren uit Frankrijk naar België gekomen en zijn er ook in Vlaanderen weer enkele fokkers van dit rustieke hoen. Om de inteeltschade te beperken, hebben Vlaamse fokkers gebruik gemaakt van het Mechels hoen om de Vlaanderse koekoek er weer bovenop te helpen. De Franse fokkers gebruikten dan weer de Poule de Rennes.

## Rasbeschrijving
Qua uiterlijk is de Vlaanderse koekoek eigenlijk niet echt een opvallende verschijning. Het is een middelgroot koekoekkleurig dubbeldoelras dat zowel een behoorlijke hoeveelheid vlees (±2 kg levend op 4 maand) als een mooi aantal (±150/jaar) eieren produceert. Hanen worden 3 tot 3,5 kg zwaar; hennen 2,5 tot 3 kg.
De eieren van de Vlaamse koekoek zijn crèmekleurig en wegen circa 60 gram.